# Rigai-öböl
A Rigai-öböl vagy Lív-öböl (lettül Rīgas jūras līcis, észtül Liivi laht) a Balti-tenger egyik keleti öble Lettország és Észtország partjainál. A nyílt tengertől a Nyugatészt szigetvilág (jórészt Saaremaa szigete) választja el.

## Föld- és vízrajza
A Rigai-öböl a Balti-tenger keleti medencéjében fekszik. Déli partvonala Lettországhoz, az északi Észtországhoz tartozik. Nagyobb szigetei Saaremaa, Kihnu és Ruhnu, szintén Észtország felségterületei. Az öblöt Saaremaa nagyrészt elzárja a Balti-tengertől, az öböl fő bejárata a nyugati Irbe-szoros. Izolált helyzete miatt kicsi a vízmozgás, ezért vize a beleömlő folyók miatt kevésbé sós, mint a Balti-tenger többi része. A Balti-tenger vize maga is nagyon alacsony sótartalmú, 6-10‰ (az átlagos tengervízé 30‰, az édesvízé pedig 0,5‰), a Rigai-öböl vize pedig 3,5-6‰-nyi sót tartalmaz. A tavaszi olvadáskor a Pärnu-öbölben a sókoncentráció akár 1‰-re is visszaeshet. A kis vízmozgás miatt az öböl vize sókoncentráció szempontjából rétegzett, a fenékhez közel elérheti a 8‰-et; a rétegződés tovább akadályozza a víz függőleges keveredését.
Az öbölbe a Daugava, Pärnu, Lielupe, Gauja, Salaca folyók és számos kisebb vízfolyás viszi vizét.  
Vizének hőmérséklete nyáron általában 18°C, de nagyon meleg nyarakon elérheti a 26–28°C-t. Télen a víz 0-1°C-os, ezért december-április között szinte az öböl teljes felszíne befagy. A jégképződést elősegíti az alacsony sótartalom és a szigetek védőhatása miatt kismértékű hullámzás. A legnagyobb mért jégvastagság 90 cm volt 1941-42 telén. A lékhorgászat a lettek és észtek kedvelt téli sportja. 2013 márciusában, mikor a jég hirtelen olvadni kezdett, 220 embert kellett kimenteni a jégtáblákról.  
A vízáramlás alapvetően a szél sebességétől és irányától függ, de a szorosokban a legerősebb. Az Irbe-szorosban átlagos szélerősségnél az áramlat sebessége 20–25 cm/s. 
Szélessége 137 km, hosszúsága 174 km, területe kb. 18 000 km². Átlagmélysége 26, legmélyebb pontján 67 m. 
A tengerpart az öböl mentén többnyire alacsony fekvésű és homokos.

### Települések
A Rigai-öböl partján fekvő nagyobb városok: Riga, Jūrmala, Pärnu, Kuressaare, Salacgrīva, Saulkrasti és Ainaži.

## Élővilág
A Rigai-öböl a vándormadarak fontos telelőhelye. Kelet és északi partvidéke a balti hering ívóhelye.

## Fordítás
- Ez a szócikk részben vagy egészben  a   Gulf of Riga című angol Wikipédia-szócikk ezen változatának fordításán alapul.  Az eredeti cikk szerkesztőit annak laptörténete sorolja fel. Ez a jelzés csupán a megfogalmazás eredetét és a szerzői jogokat jelzi, nem szolgál a cikkben szereplő információk forrásmegjelöléseként.
- Ez a szócikk részben vagy egészben  a(z)   Рижский залив című orosz Wikipédia-szócikk ezen változatának fordításán alapul.  Az eredeti cikk szerkesztőit annak laptörténete sorolja fel. Ez a jelzés csupán a megfogalmazás eredetét és a szerzői jogokat jelzi, nem szolgál a cikkben szereplő információk forrásmegjelöléseként.